# Addison Brown
Addison Brown (West Newbury (Massachusetts), 21 de febrero de 1830-Nueva York, 9 de abril de 1913) fue un abogado, juez federal, y naturalista estadounidense.

## Biografía
Nació en West Newbury, Massachusetts, y se educó en el Amherst College y en la Escuela de Leyes de la Universidad de Harvard, graduándose en 1854.
Admitido en el Colegio de Abogados de Nueva York en 1855, practica allí con éxito hasta 1881, cuando es designado juez de Distrito Sur de Nueva York; permaneciendo allí hasta 1901, cuando renuncia. Sus fallos judiciales, más de 1800, son ejemplares sobre navegación marítima, almirantazgo, extradición, quiebras bancarias, y fueron impresas en The Federal Reporter, volúmenes viii-cxv.
Judge Brown también se ganó reputación como botánico. Fue uno de los fundadores del Jardín Botánico de Nueva York (1891) publicando la siguiente obra:
- Flora Ilustrada del Norte de EE. UU., de Canadá y demás posesiones británicas: de Newfoundland al paralelo de la frontera sur de Virginia, y del océano Atlántico al 102º meridiano (tres vols., 1896-98; nva. ed., 1913 — con Nathaniel L. Britton). Ediciones digitales disponibles en la Biblioteca Biodiversity Heritage: vol. 1, vol. 2, vol. 3.
- The Elgin Botanical Garden and its Relation to Columbia College and the New Hampshire Grants (1908)

- La abreviatura «A.Br.» se emplea para indicar a Addison Brown como autoridad en la descripción y clasificación científica de los vegetales.[1]